# آلیاژ بدن
آلیاژ بدن (انگلیسی: Aljaž Bedene؛ زادهٔ ۱۸ ژوئیهٔ ۱۹۸۹) تنیس‌باز بازنشسته اهل اسلوونی است.

## اوایل و زندگی شخصی
آلیاژ بدنه در ۱۸ ژوئیه ۱۹۸۹ در لیوبلیانا به دنیا آمد. پدر وی، برانکو، کارگر صنعت دندانپزشکی است و مادرش، دارلن، برای وزارت دفاع کار می‌کند. آلیاژ و برادر دوقلوی کوچکترش، آندراژ، قبلاً برای کسب افتخارات برتر تنیس اسلوونی رقابت می‌کردند و این دو مرتباً در فینال مسابقات با هم روبرو می‌شدند. لقب او اَلی یا بنکه(Ali or Benke) است و به زبان‌های انگلیسی، اسلوونیایی و کرواتی صحبت می‌کند.
در سال ۲۰۰۸، آلیاژ تصمیم گرفت حرفه تنیس خود را در بریتانیا دنبال کند، زیرا احساس می‌کرد که در اسلوونی با محدودیت‌هایی مواجه است در حال رکود است. او در ۲۶ مارس ۲۰۱۵ به هفت سال انتظار برای شهروندی بریتانیا پایان داد و پس از اندی ماری، نفر دوم تنیسورهای بریتانیا قرار گرفت.
در ژانویه ۲۰۱۸، بدن دوباره به نمایندگی از کشور زادگاهش، اسلوونی، شروع به بازی کرد.